# Gmina Zadzim
Die Gmina Zadzim ist eine Landgemeinde im Powiat Poddębicki der Woiwodschaft Łódź in Polen. Sie hat nahezu 4950 Einwohner und ihr Sitz ist das Dorf Zadzim mit etwa 220 Einwohnern.

## Geographie

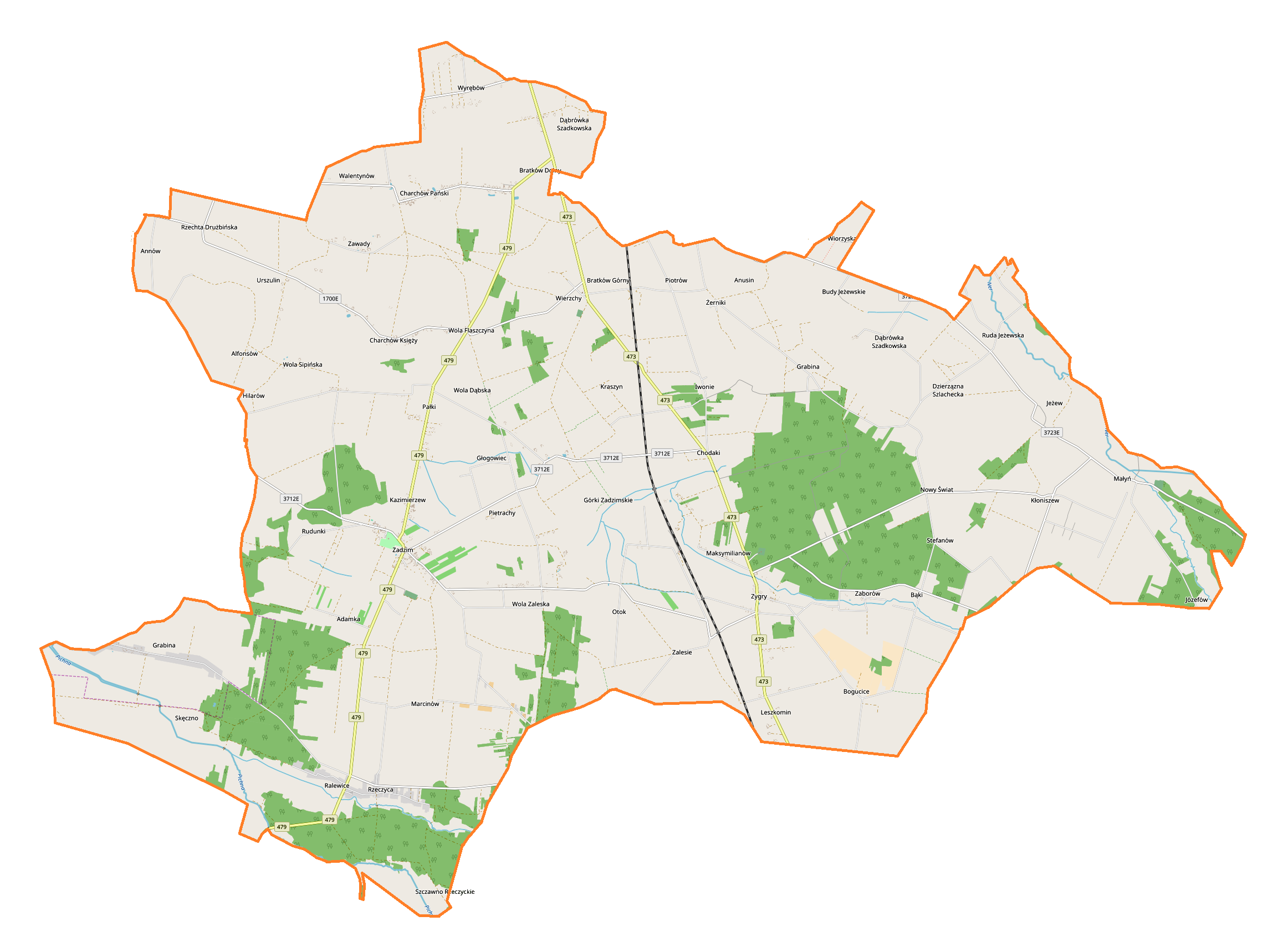
Karte der Gemeinde

Die Gemeinde liegt im Westen der Woiwodschaft. Die Grenze zur Woiwodschaft Großpolen liegt sieben Kilometer westlich. Die Kreisstadt Poddębice (deutsch Poddembice) liegt sieben Kilometer nordöstlich, Łódź (Lodz) etwa 30 Kilometer östlich und Warschau 140 Kilometer nordöstlich. Nachbargemeinden sind im Powiat Poddębicki Pęczniew im Westen und Poddębice im Norden, im Powiat Pabianicki Lutomiersk im Nordosten, im Powiat Łaski Wodzierady im Osten, im Powiat Zduńskowolski Szadek im Süden sowie im Powiat Sieradzki Warta im Südwesten. Die Gemeinde hat eine Fläche von 144,4 km², von der 80 Prozent land- und 14 Prozent forstwirtschaftlich genutzt werden. Ihr Gebiet ist mit 34 Einwohnern/km² dünn besiedelt. Die Landschaft gehört zur großpolnischen Tiefebene. Zu den Gewässern gehören im Süden des Gemeindegebiets die Pichna, die zur Warthe entwässert, sowie im Nordosten die Pisia, ein Zufluss des Ner.

## Geschichte
Während der deutschen Besetzung Polens im Zweiten Weltkrieg kam das Gemeindegebiet bis 1945 zum Landkreis Schieratz im Reichsgau Wartheland. Für kurze Zeit wurden die Orte umbenannt. Zadzim erhielt 1943 den offiziellen Namen Scharhausen, der Bahnhof Otok den Namen Heimwald.
Die Landgemeinde Zadzim im ehemaligen Powiat Sieradzki der Woiwodschaft Posen wurde 1954 in Gromadas zerschlagen. Zum 1. Januar 1973 wurde aus diesen Gromadas die Gmina Zadzim im ehemaligen Powiat Poddębicki der Woiwodschaft Łódź wieder gebildet. Von 1975 bis 1998 gehörte die Gemeinde zur Woiwodschaft Sieradz. Die Powiate waren in dieser Zeit aufgelöst. Die Landgemeinde kam 1999 an den Powiat Poddębicki der Woiwodschaft Łódź im gegenwärtigen Gebietszuschnitt. Der parteilose Wójt Krzysztof Woźniak wurde bei den Kommunalwahlen 2024 von der Prawo i Sprawiedliwość (PiS) unterstützt und im ersten Wahlgang mit 70,01 Prozent der Stimmen in seinem Amt bestätigt.

## Gliederung
Zur Landgemeinde (gmina wiejska) Zadzim gehören 34 Dörfer mit 33 Schulzenämtern (sołectwa), denen kleinere Dörfer sowie weitere Orte ohne Schulzenamt zugeordnet sind:
Adamka mit Grabinka
Bąki mit Zaborów
Bogucice mit Leszkomin
Bratków: Bratków Dolny und Bratków Górny
Charchów Księży
Charchów Pański mit Zawady und Walentynów
Chodaki
Dąbrówka
Dzierzązna Szlachecka mit Budy Jeżewskie, Sikory und Nowy Świat
Górki Zadzimskie
Grabina
Iwonie mit Babiniec
Jeżew mit Ruda Jeżewska
Kłoniszew
Kraszyn
Małyń (1943–1945 Nerweiler) mit Józefów
Marcinów
Otok (1943–1945 Heimwald) mit Zalesie
Pałki mit Wola Sipińska und Hilarów
Pietrachy mit Głogowiec
Piotrów
Ralewice
Rzechta Drużbińska mit Annów, Alfonsów und Urszulin
Rzeczyca mit Szczawno Rzeczyckie
Skęczno mit Piła
Stefanów
Wierzchy
Wola Flaszczyna mit Wola Dąbska
Wola Zaleska
Wyrębów
Zadzim mit Kazimierzew und Rudunki
Żerniki mit Anusin und Wiorzyska
Zygry (1943–1945 Seigern) mit Maksymilianów
Das Schulzenamt Bratków umfasst die beiden Dörfer Bratków Dolny und Bratków Górny. Das ehemalige Schulzenamt Ruda Jeżewska kam zu Jeżew. Neben den aufgeführten Orten bestehen die Wohnplätze Dziadów, Grabina, Sadzisko und Zygry mit eigener amtlicher Ortskennung SIMC.

## Sehenswürdigkeiten

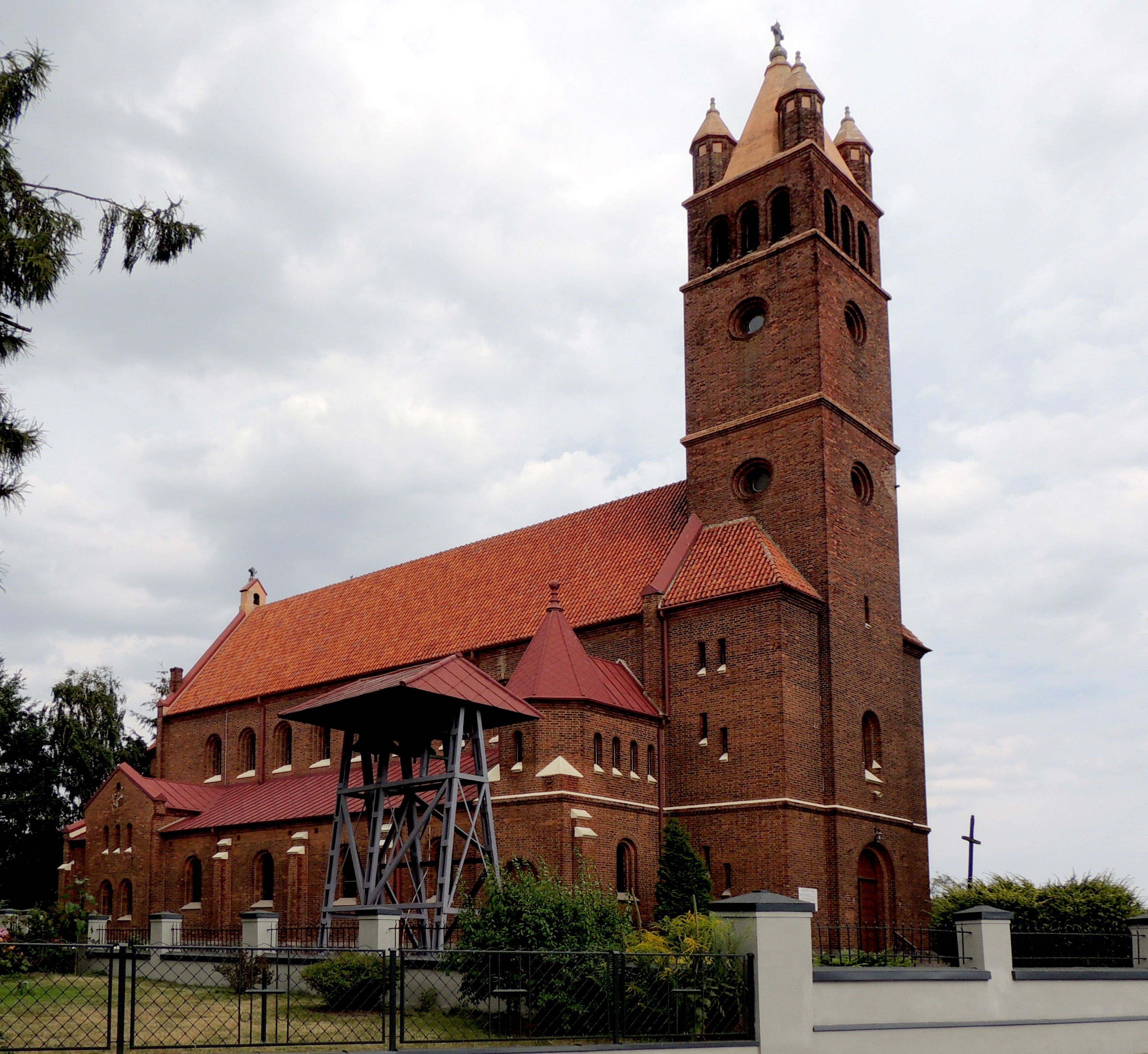
Kirche in Małyń, 2013

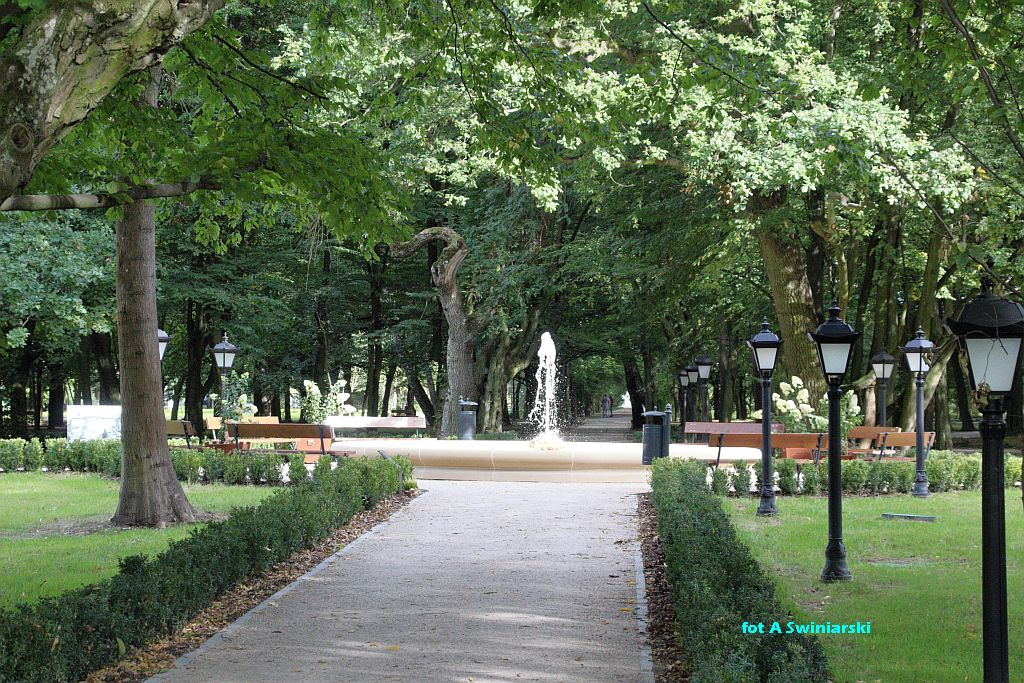
Park in Zadzim, 2020

Zu den Sehenswürdigkeiten gehören die Kirchen in Zadzim, Małyń, Wierzchy und Zygry sowie der Park und das Herrenhaus in Zadzim.
Der 346 Meter hohe Sendemast Zygry ist seit dem Einsturz des Sendemastes Konstantynów das dritthöchste Bauwerk in Polen.

## Verkehr
Die Woiwodschaftsstraße DW473 führt von der Stadt Łask (Lask) durch den Osten des Gemeindegebiets nach Uniejów und Koło (Kolo). Die Woiwodschaftsstraße DW479 führt von der Stadt Sieradz durch den Westen des Gemeindegebiets über Zadzim nach Dąbrówka an der DW473. Das weitere Gemeindegebiet wird durch Powiatstraßen erschlossen.
Im Gemeindegebiet liegt der Dienstbahnhof Otok an der Bahnstrecke Chorzów–Tczew (Königshütte–Dirschau). Die nächsten Bahnhöfe sind Sieradz und Zduńska Wola an der Bahnstrecke von Łódź nach Ostrów Wielkopolski (Ostrowo).
Der nächste internationale Flughafen ist Łódź.